# فرانشيسكو سافريو بافون
فرانشيسكو سافريو بافون (بالإيطالية: Francesco Saverio Pavone)‏ (و. 1944 – 2020 م) هو رجل قضاء، وقاضي، ومدع إيطالي، ولد في تارانتو، توفي في ميستري، عن عمر يناهز 76 عاماً، بسبب المرض التنفسي الحاد المرتبط بفيروس كورونا المستجد 2019.